# تيم بريغز
تيم بريغز (بالإنجليزية: Tim Briggs)‏ هو سياسي أمريكي، ولد في 3 يناير 1970 في الولايات المتحدة. حزبياً، نشط في الحزب الديمقراطي. وقد انتخب عضو مجلس نواب بنسيلفانيا.

## وصلات خارجية
- الموقع الرسمي